# Beach 44th Street (Rockaway Line)
Beach 44th Street is een station van de metro van New York aan de aan de Rockaway Line (A-trein).
Het station bevindt zich tussen Rockaway Freeway en Edgemere Avenue. Het is gelegen in de wijk Rockaway, een schiereiland in het uiterste zuidoosten van de borough Queens. Het station wordt ook Beach 44th Street-Frank Avenue genoemd.